# Тесселинг, Йерун Паул
Йерун Пол Тесселинг (нидерл. Jeroen Paul Thesseling; род. 13 апреля 1971, Голландия) — голландский басист, играющий на безладовой бас-гитаре, наиболее известный своей работой в немецкой прогрессив-дэт-метал-группе Obscura и голландской прогрессив-дэт-метал-группе Pestilence.

## Биография
Йерун начал учиться игре на скрипке и получил первые уроки в возрасте 7 лет. В юности он играл с академическими оркестрами, ансамблями и участвовал в нескольких конкурсах классической музыки. В 16 лет он переменил скрипку на бас-гитару.
Тесселинг начал изучать бас в 1988 году в консерватории ArtEZ в Энсхеде, Нидерланды. В период с 1992 по 1994 год он был участником группы Pestilence, с которой он записал альбом Spheres с элементами джазового фьюжн. В 1995 году Йерун начал углубленно изучать микротональности, в результате чего им было создано два произведения: Hafnium — этюд в 72-тональной равной темперации (1999) — и Argon — этюд в 18-тональной равной темперации (2000). В последующий период Тесселинг переключился на безладовый бас. Он сказал, что на этот шаг повлияло ознакомление с арабскими микроинтервалами и современной классической музыкой
В 2005 году музыкант записал свою первую безладовую работу со студийной группой Ensemble Salazhar. Несмотря на широко известное демо Colors, группа так и не выпустила официальных записей. В период с 2007 по 2011 год он состоял в Obscura и записал с ними альбомы Cosmogenesis (2009) и Omnivium (2011). В 2009 году музыкант вернулся в Pestilence после 15-летнего перерывава и записал их шестой студийный альбом Doctrine (2011). С 2011 года Йерун играет исключительно на 7-струнных безладовых бас-гитарах, созданных немецким произ-водителем Warwick
В конце 2014 года он основал джаз-фьюжн-группу Salazh Trio с кубинским перкуссионистом Орасио Эрнандесом. Их дебютная работа Circulations вышла в декабре 2017 года. В октябре 2019 года он вместе с другим известным безладовым басистом Стивом ДиДжорджио основал фьюжн-металлическую группу Quadvium. В апреле 2020 года стало известно, что он вернулся в состав немецкой прогрессив-дэт-метал группы Obscura в качестве постоянного басиста после девятилетнего перерыва. С ними он записал их шестой студийный альбом A Valediction (2021). 
На данный момент Тесселинг живёт в Амстердаме.

## Оборудование

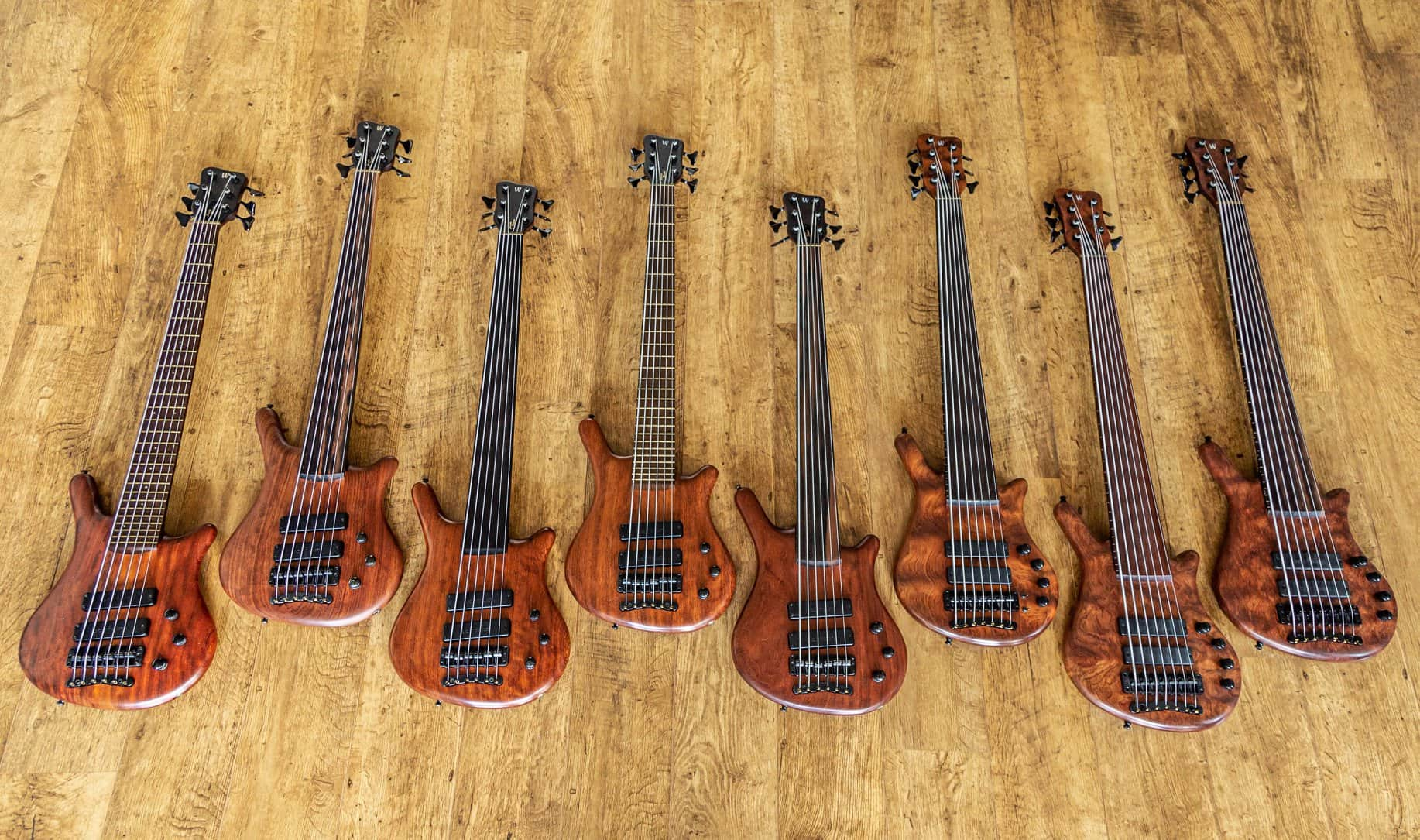
Коллекция бас-гитар серии Warwick Thumb NT Йеруна Пола Тесселинга

Йерун является амбассадором производителя Warwick и с 1993 года играет исключительно на инструментах серии Warwick Thumb NT. Он играл на нескольких бас-гитарах Thumb NT6 и NT7, каждая из которых знаменовала различные главы его музыкальной карьеры. В начале карьеры Pestilence он играл на бас-гитаре Thumb NT6. Позже он начал использовать безладовые басы Thumb NT6 на альбомах Cosmogenesis и Omnivium группы Obscura. С 2011 года он начал играть на кастомных безладовых бас-гитарах Thumb NT7. Работы, на которых звучал инструмент — альбом Pestilence Doctrine, Obscura — A Valediction и Sadist — Firescorched.

## Дискография
Студийные альбомы
- Pestilence — Spheres (1993, Roadrunner Records)
- Obscura — Cosmogenesis (2009, Relapse Records)
- MaYaN — Quarterpast (2011, Nuclear Blast)
- Pestilence — Doctrine (2011, Mascot Records)
- Obscura — Omnivium (2011, Relapse Records)
- Salazh Trio — Circulations (2017, Salazh Trio)
- Obscura — A Valediction (2021, Nuclear Blast)
- Sadist — Firescorched (2022, Agonia Records)

Живые альбомы
- Pestilence — Presence of the Past (2015, Marquee Records)

Сборники
- Pestilence — Mind Reflections (1994, Roadrunner Records)
- Lange Frans — Levenslied (2012, TopNotch)
- Pestilence — Reflections of the Mind (2016, Vic Records)
- Pestilence — Prophetic Revelations (2018, Hammerheart Records)
- Pestilence — Twisted Truth (2020, Warner Music Group)

## Видеография
Клипы
- Pestilence — Mind Reflections (1993)
- Obscura — Anticosmic Overload (2009)
- Obscura — Solaris (2021)
- Obscura — A Valediction (2021)
- Obscura — Devoured Usurper (2021)
- Obscura — When Stars Collide (2021)
- Sadist — Accabadora (2022)